# Serguéi Kalmykov
Serguéi Ivánovich Kalmykov (cirílico ruso: Сергей Иванович Калмыков, Samarcanda, Imperio ruso, 24 de septiembre jul./6 de octubre greg. de 1891-Almá-Atá, República Socialista Soviética de Kazajistán, 27 de abril de 1967) fue un escritor, crítico de arte y pintor ruso.

## Biografía
Al poco de nacer, su familia se estableció en Oremburgo. 
En 1909-1910, vivió en Moscú, donde frecuentó el taller de Konstantín Yuon. Desde 1919, vivió en San Petersburgo, donde trabajó en el taller de Mstislav Dobuzhinsky y Kuzmá Petrov-Vodkin, al que se cree que inspiró su “Baño de caballo rojo”.
Apenas conocido durante su trayectoria artística y abandonado al final de su vida, hoy se le considera una de las figuras más importantes de las vanguardias rusas, su estilo personal de dibujo definible como “impresionismo mágico” plasmaba también  su excéntrico estilo de vida: solía caminar por las calles con ropa colorida y burlesca, y apenas tenía muebles en casa. Falleció en un centro psiquiátrico, donde lo internaron brevemente al presuponerle una enfermedad mental, probablemente esquizofrenia, de una neumonía agravada por distrofia.

## Legado
Sus más de 1500 obras se hallan en el Museo Estatal Ruso y el Museo Pushkin, y en otras colecciones privadas e instituciones en Kazajastán, Rusia, Europa y Estados Unidos.

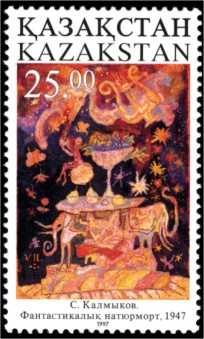

En 1997, la República de Kazajistán sacó un sello de un dibujo suyo de 25 tenges y en 2008 una moneda conmemorativa de 500 tenges.

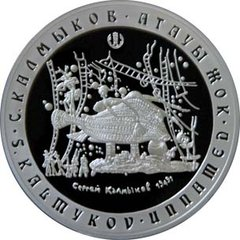

El escritor ruso Yuri Dombrovski lo describe en su novela “La facultad de lo inútil”.
Y es el personaje principal de la novela de David Markish “El círculo blanco”.